# James Hedley
James Hedley, né le 1er septembre 2003 à Poole, en Angleterre, est un pilote automobile britannique. En 2025, il est engagé en Formule 3 FIA avec AIX Racing. Il a précédemment participé au championnat GB3 2024 avec VRD by Arden. Il fait partie du programme BRDC Rising Star.

## Carrière

### Karting
Hedley commence le karting à l'âge de 11 ans. En 2016, il devient champion cadet du Honda Pâques London,.

### Championnat Ginetta Junior
Le Britannique fait ses débuts en sport automobile avec Elite Motorsport lors des deux dernières manches du championnat Ginetta Junior 2017. Pour la saison 2018, il reste dans l'équipe et termine huitième du championnat avec deux podiums. En 2019, il dispute une nouvelle saison dans le championnat Ginetta Junior. Il décroche le titre devant Zak O'Sullivan avec sept victoires.

### Championnat de Formule 4 britannique
En 2020, Hedley fait ses débuts en monoplace avec JHR Developments en Formule 4 britannique. Il remporte quatre victoires et termine cinquième du championnat,.
En 2021, Hedley effectue une seconde saison dans le championnat avec Fortec Motorsport. En première partie de saison, Hedley remporte quatre victoires. Avant la sixième manche sur le circuit de Thruxton, il quitte Fortec Motorsport et rejoint Carlin,. Il termine une nouvelle fois à la cinquième place du championnat.

### Championnat de GB3

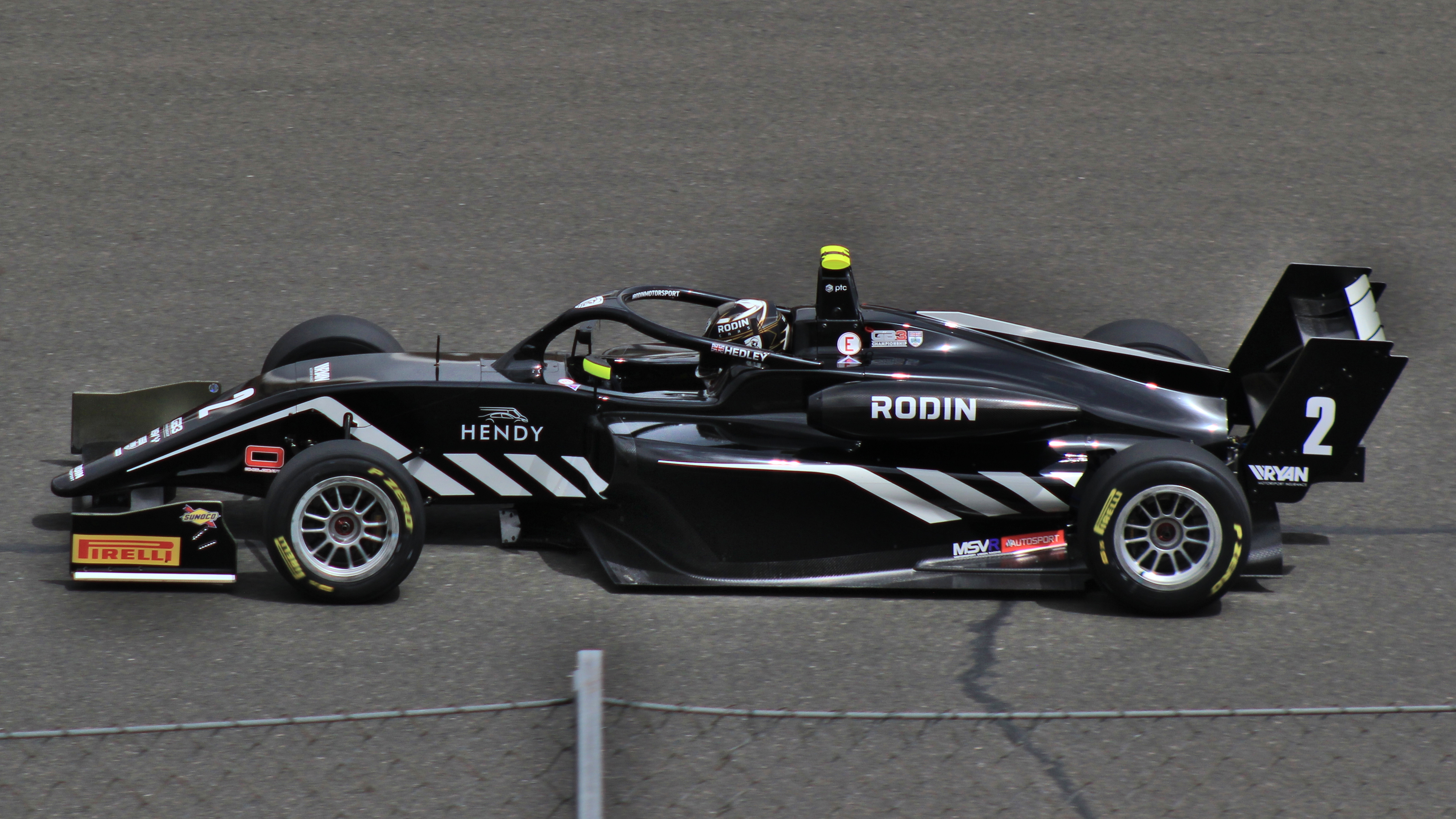
James Hedley en Formule 3 britannique en 2024 sur le Hungaroring.

En octobre 2021, Hedley annonce qu'il rejoint Elite Motorsport pour participer à la dernière manche du championnat du Royaume-Uni de Formule 3 (GB3) à Donington Park.
Il dispute ensuite le championnat GB3 2022 avec Elite Motorsport,. Il décroche son seul podium de la saison lors de la quatrième manche sur le circuit de Snetterton. Avant la cinquième manche sur le circuit de Spa-Francorchamps, il change d'équipe et rejoint JHR Developments. Il termine le championnat à la 17e place.
Pour la saison 2023, Hedley rejoint Arden VRD. Il remporte deux victoires, à Oulton Park et sur le circuit de Snetterton. Il termine 6e du championnat.
Il reste avec VRD by Arden pour les deux premières manches du championnat GB3 2024, en remplacement de Nikita Johnson, qui n'a pas encore atteint l'âge minimum requis pour participer au championnat GB3,.

### Formule Régionale

#### 2023
Après la saison 2023 de Formule Régionale, Hedley participe aux tests d'après-saison avec RPM.

#### 2024
Le Britannique est en contact avec l'équipe Monolite Racing pendant l'intersaison 2024 avant que l'équipe ne se retire du championnat peu avant le début de la saison,.

#### 2025
Le britannique rejoint PHM Racing à partir de la troisième manche du championnat du Moyen-Orient de Formule Régionale. Lors de la troisième course de la troisième manche, il termine 13e.

### Championnat de Formule 3 FIA
En mai 2024, Hedley fait ses débuts en Formule 3 FIA après avoir été appelé tardivement à participer à la manche de Monaco, en remplacement de Matías Zagazeta qui se remettait d'une appendicite,.
Il fait ses débuts dans la saison 2025 de Formule 3 FIA avec AIX Racing, remplaçant Javier Sagrera pour la troisième manche à partir d'Imola.

### Super Formula
En décembre 2024, il participe à un test de Super Formula sur le circuit de Suzuka.

## Résultats sportifs

### Résultats en monoplace
| Saison | Championnat                                 | Écurie                 | Courses | Victoires | Pole positions | Meilleurs tours | Podiums | Points | Classement |
| ------ | ------------------------------------------- | ---------------------- | ------- | --------- | -------------- | --------------- | ------- | ------ | ---------- |
| 2017   | Ginetta Junior Championship                 | Elite Motorsport       | 6       | 0         | 0              | 0               | 0       | 60     | 22e        |
| 2017   | Ginetta Junior Winter Championship          | Elite Motorsport       | 4       | 0         | 0              | 0               | 0       | 65     | 7e         |
| 2018   | Ginetta Junior Championship                 | Elite Motorsport       | 26      | 0         | 3              | 2               | 2       | 356    | 8e         |
| 2018   | Ginetta Junior Winter Championship          | Elite Motorsport       | 3       | 2         | 2              | 1               | 2       | 95     | Champion   |
| 2019   | Ginetta Junior Championship                 | Elite Motorsport       | 26      | 7         | 11             | 12              | 18      | 680    | Champion   |
| 2020   | Championnat de Grande-Bretagne de Formule 4 | JHR Developments       | 25      | 4         | 4              | 7               | 7       | 249    | 5e         |
| 2021   | Championnat de Grande-Bretagne de Formule 4 | Fortec Motorsport      | 14      | 4         | 2              | 1               | 6       | 226    | 5e         |
| 2021   | Championnat de Grande-Bretagne de Formule 4 | Carlin Motorsport      | 15      | 0         | 0              | 0               | 2       | 226    | 5e         |
| 2021   | Championnat de Grande-Bretagne de Formule 3 | Elite Motorsport       | 3       | 0         | 0              | 0               | 0       | 23     | 26e        |
| 2022   | Championnat de Grande-Bretagne de Formule 3 | Elite Motorsport       | 12      | 0         | 0              | 0               | 1       | 156    | 17e        |
| 2022   | Championnat de Grande-Bretagne de Formule 3 | JHR Developments       | 9       | 0         | 0              | 0               | 0       | 156    | 17e        |
| 2023   | Championnat de Grande-Bretagne de Formule 3 | Arden VRD              | 23      | 2         | 0              | 0               | 3       | 347    | 6e         |
| 2024   | Championnat de Grande-Bretagne de Formule 3 | VRD by Arden           | 5       | 0         | 0              | 0               | 0       | 151    | 15e        |
| 2024   | Championnat de Grande-Bretagne de Formule 3 | Rodin Motorsport       | 6       | 0         | 0              | 0               | 2       | 151    | 15e        |
| 2024   | Championnat de Grande-Bretagne de Formule 3 | Chris Dittmann Racing  | 3       | 0         | 0              | 0               | 0       | 151    | 15e        |
| 2024   | Formule 3 FIA                               | Jenzer Motorsport      | 2       | 0         | 0              | 0               | 0       | 0      | 34e        |
| 2024   | Eurocup-3                                   | Saintéloc Racing       | 2       | 0         | 0              | 0               | 0       | 0†     | n.c        |
| 2025   | Formule Régionale Moyen-Orient              | AXCEL GP by PHM Racing | 6       | 0         | 0              | 0               | 0       | 0      | 25e        |
| 2025   | Formule 3 FIA                               | AIX Racing             | 10      | 0         | 0              | 0               | 0       | 4      | 26e        |

† Hedley étant un pilote invité, il était inéligible aux points.

### Résultats en Championnat du Royaume-Uni de Formule 3
(Les courses en gras indiquent une pole position) (Les courses en Italiques indiquent un meilleur tour)
| Saison | Ecurie               | 1        | 2         | 3          | 4        | 5         | 6          | 7        | 8        | 9         | 10       | 11       | 12        | 13        | 14        | 15       | 16        | 17         | 18         | 19        | 20       | 21        | 22          | 23          | 24          | C.P | Points |
| ------ | -------------------- | -------- | --------- | ---------- | -------- | --------- | ---------- | -------- | -------- | --------- | -------- | -------- | --------- | --------- | --------- | -------- | --------- | ---------- | ---------- | --------- | -------- | --------- | ----------- | ----------- | ----------- | --- | ------ |
| 2021   | Elite Motorsport     | BRH 1    | BRH 2     | BRH 3      | SIL1 1   | SIL1 2    | SIL1 3     | DON1 1   | DON1 2   | DON1 3    | SPA 1    | SPA 2    | SPA 3     | SNE 1     | SNE 2     | SNE 3    | SIL2 1    | SIL2 2     | SIL2 3     | OUL 1     | OUL 2    | OUL 3     | DON2 1 10   | DON2 2 12   | DON2 3 13   | 26e | 23     |
| 2022   | Elite Motorsport     | OUL 1 13 | OUL 2 10  | OUL 3 12   | SIL1 1 5 | SIL1 2 7  | SIL1 3 18  | DON1 1 6 | DON1 2 4 | DON1 3 14 | SNE 1 16 | SNE 2 14 | SNE 3 2   |           |           |          |           |            |            |           |          |           |             |             |             | 17e | 156    |
| 2022   | JHR Developments     |          |           |            |          |           |            |          |          |           |          |          |           | SPA 1 Abd | SPA 2 13  | SPA 3 14 | SIL2 1 15 | SIL2 2 DSQ | SIL2 3 Abd | BRH 1 11  | BRH 2 16 | BRH 3 Abd | DON2 1 Forf | DON2 2 Forf | DON2 3 Forf | 17e | 156    |
| 2023   | Arden VRD            | OUL 1 4  | OUL 2 1   | OUL 3 1110 | SIL1 1 9 | SIL1 2 20 | SIL1 3 104 | SPA 1 8  | SPA 2 6  | SPA 3 46  | SNE 1    | SNE 2 3  | SNE 3 136 | SIL2 1 11 | SIL2 2 11 | SIL2 3 A | BRH 1 4   | BRH 2 8    | BRH 3 138  | ZAN 1 Abd | ZAN 2 4  | ZAN 3 Abd | DON 1 4     | DON 2 6     | DON 3 117   | 6e  | 347    |
| 2024   | VRD by Arden         | OUL 1 17 | OUL 2 Abd | OUL 3 156  | SIL1 1 8 | SIL1 2 7  | SIL1 3 C   | SPA 1    | SPA 2    | SPA 3     |          |          |           |           |           |          |           |            |            |           |          |           |             |             |             | 15e | 151    |
| 2024   | Rodin Motorsport     |          |           |            |          |           |            |          |          |           | HUN 1 4  | HUN 2 8  | HUN 3 62  | ZAN 1 3   | ZAN 2     | ZAN 3 11 | SIL2 1    | SIL2 2     | SIL2 3     | DON 1     | DON 2    | DON 3     |             |             |             | 15e | 151    |
| 2024   | Chris Dittman Racing |          |           |            |          |           |            |          |          |           |          |          |           |           |           |          |           |            |            |           |          |           | BRH 1 18    | BRH 2 Abd   | BRH 3 121   | 15e | 151    |

### Résultats en Championnat de Formule 3 FIA
(Les courses en gras indiquent une pole position) (Les courses en Italiques indiquent un meilleur tour)
| Saison | Ecurie            | 1       | 2       | 3       | 4       | 5          | 6          | 7          | 8          | 9       | 10      | 11      | 12      | 13      | 14      | 15      | 16      | 17      | 18      | 19      | 20      | C.P  | Points |
| ------ | ----------------- | ------- | ------- | ------- | ------- | ---------- | ---------- | ---------- | ---------- | ------- | ------- | ------- | ------- | ------- | ------- | ------- | ------- | ------- | ------- | ------- | ------- | ---- | ------ |
| 2024   | Jenzer Motorsport | BHR SPR | BHR FEA | MEL SPR | MEL FEA | IMO SPR    | IMO FEA    | MON SPR 20 | MON FEA 22 | CAT SPR | CAT FEA | RBR SPR | RBR FEA | SIL SPR | SIL FEA | HUN SPR | HUN FEA | SPA SPR | SPA FEA | MNZ SPR | MNZ FEA | 34e  | 0      |
| 2025   | AIX Racing        | BHR SPR | BHR FEA | MEL SPR | MEL FEA | IMO SPR 18 | IMO FEA 23 | MON SPR    | MON FEA    | CAT SPR | CAT FEA | RBR SPR | RBR FEA | SIL SPR | SIL FEA | SPA SPR | SPA FEA | HUN SPR | HUN FEA | MNZ SPR | MNZ FEA | 31e* | 0*     |